# Sci alpino ai XIV Giochi olimpici invernali - Discesa libera maschile
Tra le competizioni dello sci alpino ai XIV Giochi olimpici invernali di Sarajevo 1984 la discesa libera maschile si disputò giovedì 16 febbraio sulla pista Olympia di Bjelašnica; lo statunitense Bill Johnson vinse la medaglia d'oro, lo svizzero Peter Müller quella d'argento e l'austriaco Anton Steiner quella di bronzo. La gara era originariamente in programma l'11 febbraio; fu rinviata a causa delle avverse condizioni meteorologiche.
Detentore uscente del titolo era l'austriaco Leonhard Stock, che aveva vinto la gara dei XIII Giochi olimpici invernali di Lake Placid 1980 disputata sul tracciato di Whiteface Mountain precedendo il connazionale Peter Wirnsberger (medaglia d'argento) e il canadese Steve Podborski (medaglia di bronzo); il campione mondiale in carica era l'austriaco Harti Weirather, vincitore a Schladming 1982 davanti allo svizzero Conradin Cathomen e all'altro austriaco Erwin Resch.

## Risultati
| Pos. | Pett. | Atleta                 | Nazione          | Tempo   | Distacco |
| ---- | ----- | ---------------------- | ---------------- | ------- | -------- |
| 1    | 6     | Bill Johnson           | Stati Uniti      | 1:45,59 |          |
| 2    | 11    | Peter Müller           | Svizzera         | 1:45,86 | +0,27    |
| 3    | 13    | Anton Steiner          | Austria          | 1:45,95 | +0,36    |
| 4    | 2     | Pirmin Zurbriggen      | Svizzera         | 1:46,05 | +0,46    |
| 5    | 7     | Helmut Höflehner       | Austria          | 1:46,32 | +0,73    |
| 5    | 9     | Urs Räber              | Svizzera         | 1:46,32 | +0,73    |
| 7    | 14    | Sepp Wildgruber        | Germania Ovest   | 1:46,53 | +0,94    |
| 8    | 12    | Steve Podborski        | Canada           | 1:46,59 | +1,00    |
| 9    | 15    | Todd Brooker           | Canada           | 1:46,64 | +1,05    |
| 10   | 3     | Franz Klammer          | Austria          | 1:47,04 | +1,45    |
| 11   | 10    | Erwin Resch            | Austria          | 1:47,06 | +1,47    |
| 12   | 21    | Klaus Gattermann       | Germania Ovest   | 1:47,12 | +1,53    |
| 13   | 25    | Günther Marxer         | Liechtenstein    | 1:47,43 | +1,84    |
| 14   | 5     | Conradin Cathomen      | Svizzera         | 1:47,63 | +2,04    |
| 15   | 4     | Michael Mair           | Italia           | 1:47,70 | +2,11    |
| 16   | 16    | Alberto Ghidoni        | Italia           | 1:47,87 | +2,28    |
| 16   | 18    | Vladimir Makeev        | Unione Sovietica | 1:47,87 | +2,28    |
| 18   | 26    | Martin Bell            | Regno Unito      | 1:48,00 | +2,41    |
| 19   | 8     | Steven Lee             | Australia        | 1:48,02 | +2,43    |
| 20   | 27    | Franck Piccard         | Francia          | 1:48,06 | +2,47    |
| 20   | 19    | Danilo Sbardellotto    | Italia           | 1:48,06 | +2,47    |
| 22   | 24    | Herbert Renoth         | Germania Ovest   | 1:48,39 | +2,80    |
| 23   | 20    | Valerij Cyganov        | Unione Sovietica | 1:48,46 | +2,87    |
| 24   | 22    | Doug Lewis             | Stati Uniti      | 1:48,49 | +2,90    |
| 25   | 31    | Michel Vion            | Francia          | 1:48,68 | +3,09    |
| 26   | 1     | Gary Athans            | Canada           | 1:48,79 | +3,20    |
| 27   | 30    | Janez Pleteršek        | Jugoslavia       | 1:48,97 | +3,38    |
| 28   | 28    | Shinya Chiba           | Giappone         | 1:49,02 | +3,43    |
| 29   | 23    | Philippe Verneret      | Francia          | 1:49,30 | +3,71    |
| 30   | 32    | Tomaž Jemc             | Jugoslavia       | 1:49,68 | +4,09    |
| 31   | 38    | Bruce Grant            | Nuova Zelanda    | 1:49,94 | +4,35    |
| 32   | 29    | Graham Bell            | Regno Unito      | 1:50,06 | +4,47    |
| 33   | 34    | Connor O'Brien         | Regno Unito      | 1:50,36 | +4,77    |
| 34   | 35    | Alistair Guss          | Australia        | 1:50,57 | +4,98    |
| 35   | 37    | Markus Hubrich         | Nuova Zelanda    | 1:50,77 | +5,18    |
| 36   | 36    | Hubert Hilti           | Liechtenstein    | 1:50,94 | +5,35    |
| 37   | 33    | Frederick Burton       | Regno Unito      | 1:51,15 | +5,56    |
| 38   | 41    | Hubertus von Hohenlohe | Messico          | 1:51,57 | +5,98    |
| 39   | 43    | Dieter Linneberg       | Cile             | 1:51,68 | +6,09    |
| 40   | 40    | Pierre Couquelet       | Belgio           | 1:52,40 | +6,81    |
| 41   | 42    | Andrés Figueroa        | Cile             | 1:52,97 | +7,38    |
| 42   | 44    | Hans Kossmann          | Cile             | 1:54,36 | +8,77    |
| 43   | 45    | Scott Alan Sánchez     | Bolivia          | 1:54,75 | +9,16    |
| 44   | 48    | Miguel Purcell         | Cile             | 1:54,91 | +9,32    |
| 45   | 46    | Jorge Birkner          | Argentina        | 1:54,92 | +9,33    |
| 46   | 39    | Henri Mollin           | Belgio           | 1:55,72 | +10,13   |
| 47   | 50    | David Lajoux           | Monaco           | 1:56,95 | +11,36   |
| 48   | 57    | Albert Llovera         | Andorra          | 1:57,88 | +12,29   |
| 49   | 47    | Nicolás van Ditmar     | Argentina        | 1:58,86 | +13,27   |
| 50   | 56    | Jordi Torres           | Andorra          | 1:59,06 | +13,47   |
| 51   | 49    | Lamine Guèye           | Senegal          | 1:59,64 | +14,05   |
| 52   | 60    | Park Byung-ro          | Corea del Sud    | 1:59,74 | +14,15   |
| 53   | 52    | Enrique de Ridder      | Argentina        | 1:59,76 | +14,17   |
| 54   | 51    | Américo Astete         | Argentina        | 2:01,60 | +16,01   |
| 55   | 58    | Giannis Stamatiou      | Grecia           | 2:01,79 | +16,20   |
| 56   | 53    | Andreas Pantelidis     | Grecia           | 2:01,88 | +16,29   |
| 57   | 59    | Kim Jin-hae            | Corea del Sud    | 2:01,96 | +16,37   |
| 58   | 54    | Eu Woo-youn            | Corea del Sud    | 2:02,67 | +17,08   |
| 59   | 55    | Lazaros Arkhontopoulos | Grecia           | 2:03,93 | +18,34   |
| 60   | 61    | Jamil el-Reedy         | Egitto           | 3:13,86 | +1:28,27 |
|      | 17    | Peter Dürr             | Germania Ovest   | DNF     | DNF      |

Legenda:

DNF = prova non completata

Pos. = posizione

Pett. = pettorale
Ore: 12.00 (UTC+1)

Pista: Olympia

Partenza: 2 076 m s.l.m.

Arrivo: 1 273 m s.l.m.

Lunghezza: 3 066 m

Dislivello: 803 m

Porte: 34

Tracciatore: Karl Frehsner (Svizzera)